# Christian Bauer

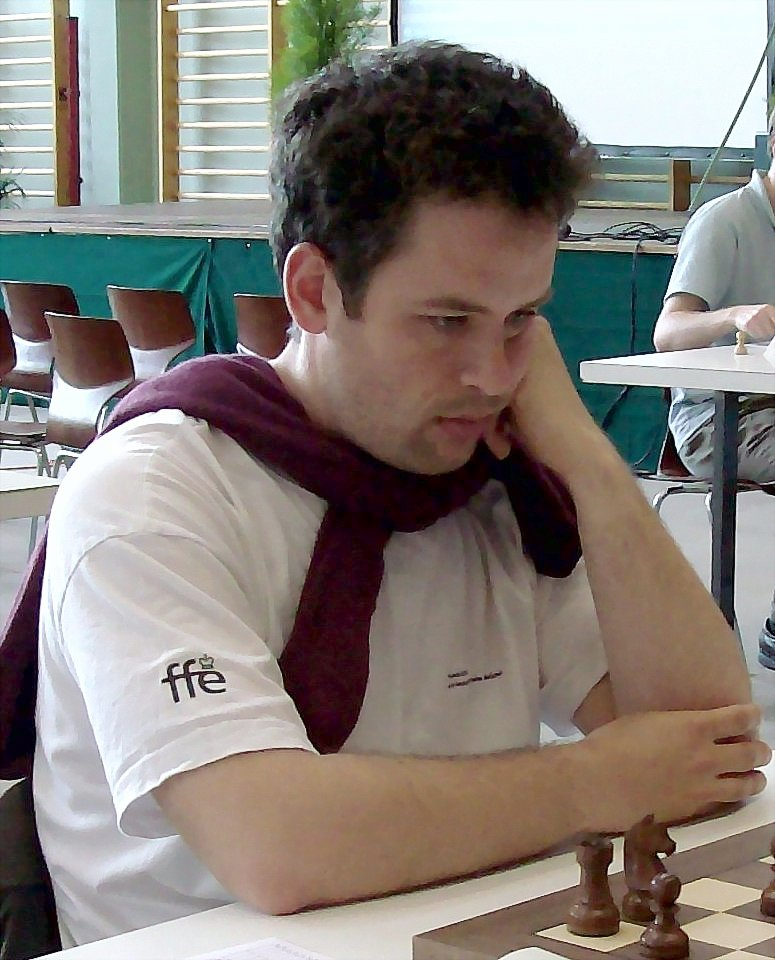
Christian Bauer, 2008

Christian Bauer (Forbach, 11 januari 1977) is een Franse schaker en schrijver van schaakboeken. Hij is sinds 1997 een grootmeester (GM). Drie keer was hij nationaal kampioen van Frankrijk.
- Bauer won in 1996 het kampioenschap van Frankrijk in Auxerre.[1]
- In 1997 werd hij grootmeester.
- In 1999 schakelde hij in de eerste ronde van het FIDE-wereldkampioenschap Rustam Kasimdzjanov uit (die in 2004 wereldkampioen werd), en werd zelf in de tweede ronde uitgeschakeld door Péter Lékó.
- In 2000 won Bauer de 60e editie van het Daniël Noteboom-toernooi.
- In 2005 won hij het 2e Calvia Schaakfestival.[2]
- In juli 2005 speelde Bauer mee in het Biel grootmeestertoernooi dat met 6 punten uit tien ronden door Andrej Volokitin gewonnen werd. Bauer eindigde met 4.5 punt op de vijfde plaats.
- In augustus 2005 speelde hij mee in het toernooi om het kampioenschap van Frankrijk en eindigde hij met 6 punten uit 11 ronden op de vierde plaats.
- In 2009 won hij het toernooi in Vicente Bonil, waaraan onder andere 21 grootmeesters deelnamen.[3]

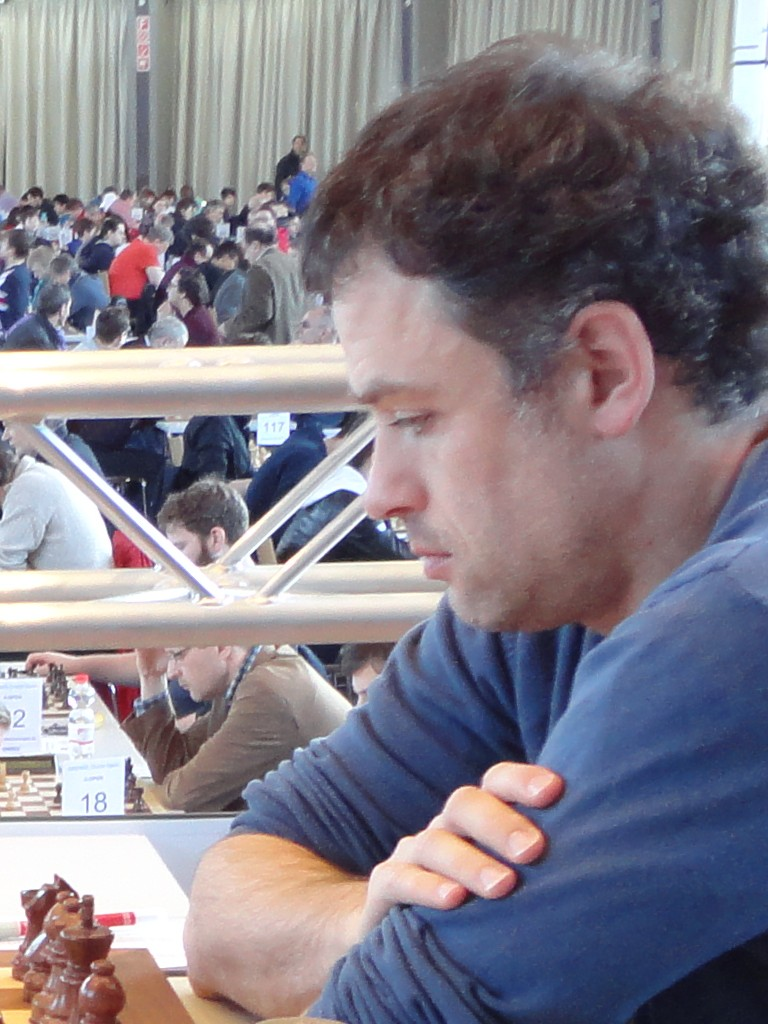
Christian Bauer in 2016

- In juli 2010 werd hij met 8 pt. uit 11 gedeeld 1e–7e met Aleksander Rjazantsev, Vitali Golod, Nadezjda Kosintseva, Leonid Kritz, Sébastien Feller, Sébastien Mazé op het 43e schaakfestival van Biel, MTO Open. Na tiebreak was Rjazantsev de winnaar.[4]
- In augustus 2012 was Bauer nummer 69 van de wereld met de Elo-rating 2682.
- In augustus 2012 werd Christian Bauer in Pau opnieuw kampioen van Frankrijk, gedeeld met Étienne Bacrot, Romain Édouard en Maxime Vachier-Lagrave.[5]
- In 2015 werd hij voor de derde keer kampioen van Frankrijk.

## Nationale teams
Christian Bauer speelde als lid van het team van Frankrijk op de Schaakolympiades van 2000, 2002, 2006 en 2012.
Tussen 1999 en 2011 nam hij zes keer deel aan het Europees schaakkampioenschap voor landenteams, waarbij het team in 2001 als tweede en in 2005 als derde eindigde, en waar in 2011 Bauer de beste prestatie van de reservespelers behaalde.

## Schaakverenigingen

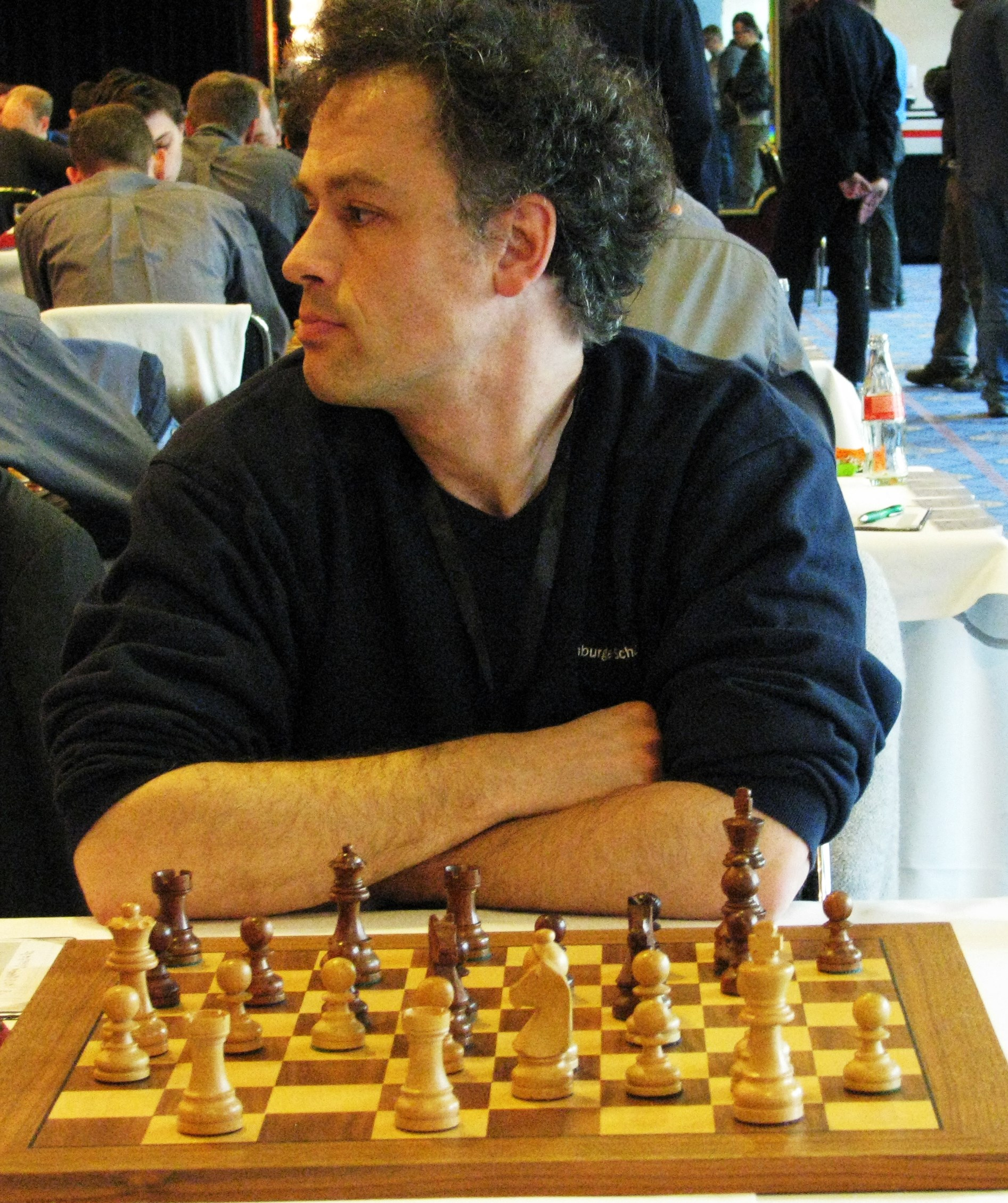
Bauer spelend voor Hamburger SK bij de slotronde van de Duitse bondscompetitie in 2017, in Berlijn

Bauer speelde in 2002 voor C. E. M. C. Monaco, dat in dat jaar kampioen van Frankrijk werd. Vervolgens speelde hij tot 2004 en in seizoen 2005/06 bij Clichy Echecs. In seizoen 2004/05 speelde hij bij Cannes Echecs, in seizoen 2006/07 bij Paris Chess 15, in seizoen 2007/08 bij Montpellier Echecs, en daarna tot 2013 bij Vandœuvre Echecs. In seizoen 2013/14 speelde hij bij C. E. de Bois-Colombes, in 2019 bij Nice Alekhine.

Bauer speelde in de Duitse bondscompetitie van 1996 tot 1998 en opnieuw in seizoen 2003/04 bij SCA St. Ingbert, in seizoen 1998/99 bij SC Viernheim, in seizoen 2000/01 bij TV Tegernsee, van 2001 tot 2003 bij SG Porz, in seizoen 2006/07 bij SC Remagen en in de seizoenen 2015/16 en 2016/17 voor Hamburger SK. In België werd Bauer in 2012 met Cercle des Echecs de Charleroi Belgisch kampioen en speelde in seizoen 2017/18 voor Koninklijke Gentse Schaakkring Ruy Lopez. In Spanje speelde hij voor Gros Xake Taldea en werd met deze vereniging in 2011 kampioen van Spanje. In Luxemburg speelde hij voor De Sprénger Echternach. 

In de Zwitserse kampioenschappen voor schaakverenigingen speelt Christian Bauer sinds 2008 voor Schachgesellschaft Zürich, nadat hij van 2001 tot 2006 werd ingezet voor Schachgesellschaft Biel. In de Zwitserse kampioenschappen voor groepen speelde Bauer van 2012 tot 2014 voor Schachklub Réti Zürich. Bauer werd in 2001, 2004, 2008, 2009, 2010 en 2016 met de vereniging en in 2012/13 en 2013/14 met de groep kampioen van Zwitserland. 

In Oostenrijk speelt Bauer sinds 2012 voor SK Sparkasse Jenbach en werd daarmee in 2013 en 2015 kampioen van Oostenrijk. In de Britse Four Nations Chess League speelt hij sinds seizoen 2015/16 voor 3Cs. 

Bauer nam 11 keer deel aan de European Club Cup: in 1998 en 2003 met Clichy Échecs, in 2000 met Nancy Est Èchecs, van 2006 tot 2008 en van 2010 tot 2012 met Gros Xake Taldea, en in 2014 en 2015 met SG Zürich. In 2000 had hij het beste resultaat aan het eerste bord en in 2006 het op een na beste resultaat aan het derde bord.

## Speelstijl
Bauer staat bekend om een onconventionele behandeling van de opening. Met zwart speelt hij openingen die onder grootmeesters zelden worden toegepast, zoals de Scandinavische verdediging, de Aljechin-verdediging of de Owen-verdediging 1.e4 b6. Over de Owen-verdediging schreef hij in 2005 een boek.

## Publicatie
Christian Bauer schreef met Yannick Pelletier het overzicht An English Line against the Grünfeld Indian in het New In Chess Yearbook 72 (2004).

## Boeken
- Bauer, Christian (2005). Play 1...b6: A Dynamic and Hypermodern Opening System for Black. Everyman Chess. ISBN 1-857444-10-8.
- Bauer, Christian (2006). The Philidor Files. Everyman Chess. ISBN 1 85744 4361.
- Bauer, Christian (2010). Play the Scandinavian. Quality Chess. ISBN 978-1-906552-55-8.
- Bauer, Christian (2018). Candidate Moves: A Grandmaster's Method. Thinkers Publishing. ISBN 978-9492510242.

## Persoonlijk
Tijdens het kampioenschap van Frankrijk in 2012 overleed de vier maanden oude baby van Christian Bauer. In overleg met alle deelnemers werd toen besloten de resterende laatste ronde niet meer te spelen.